# Lista över musik från Lost
Detta är en lista över musik som spelats i den amerikanska TV-serien Lost.

## Musik

### Säsong 1
| Nr | Låttitel                                     | Artist                                   | Avsnitt                 |
| -- | -------------------------------------------- | ---------------------------------------- | ----------------------- |
| 1  | "Leavin' On Your Mind"                       | Patsy Cline                              | Tabula Rasa             |
| 2  | "Wash Away (Reprise)"                        | Joe Purdy                                | Tabula Rasa"            |
| 3  | "Are You Sure?"                              | Willie Nelson                            | House of the Rising Sun |
| 4  | "You All Everybody"                          | Drive Shaft (fiktivt band)               | The Moth                |
| 5  | "I Shall Not Walk Alone"                     | Ben Harper and The Blind Boys of Alabama | Confidence Man          |
| 6  | La Mer (sjungs av Shannon)                   | Charles Trenet                           | Whatever the Case May   |
| 7  | "Delicate"                                   | Damien Rice                              | ...In Translation       |
| 8  | "I Got You (I Feel Good)" (sjungs av Hurley) | James Brown                              | The Greater Good        |
| 9  | "Redemption Song" (sjungs av Sawyer)         | Bob Marley                               | Exodus: Part 2          |

### Säsong 2
| Nr | Låttitel                                    | Artist                    | Avsnitt                              |
| -- | ------------------------------------------- | ------------------------- | ------------------------------------ |
| 1  | "Make Your Own Kind of Music"               | Mama Cass                 | Man of Science, Man of Faith, Adrift |
| 2  | "My Conversation"                           | Slim Smith                | Everybody Hates Hugo                 |
| 3  | "Easy Money"                                | Billy Joel                | Everybody Hates Hugo                 |
| 4  | "Up on the Roof"                            | The Drifters              | Everybody Hates Hugo                 |
| 5  | "Stay (Wasting Time)"                       | Dave Matthews Band        | Abandoned                            |
| 6  | "Outside"                                   | Staind                    | Collision                            |
| 7  | "Walking After Midnight"                    | Patsy Cline               | What Kate Did, Two for the Road      |
| 8  | The End of the World                        | Skeeter Davis             | What Kate Did                        |
| 9  | "He's Evil" (sjungs av Charlie)             | The Kinks                 | The 23rd Psalm, Fire + Water         |
| 10 | "Fall on Me"                                | Pousette-Dart Band        | The Hunting Party                    |
| 11 | "Papa Loves Mambo"                          | Perry Como                | Fire + Water                         |
| 12 | "Moonlight Serenade"                        | Glenn Miller              | The Long Con                         |
| 13 | "Catch a Falling Star"                      | Perry Como                | Maternity Leave                      |
| 14 | "Pushin' Too Hard"                          | The Seeds                 | The Whole Truth                      |
| 15 | "Compared to What"                          | Les McCann & Eddie Harris | Lockdown                             |
| 16 | "These Arms of Mine"                        | Otis Redding              | S.O.S.                               |
| 17 | "Hard Way"                                  | Kasey Chambers            | Two for the Road                     |
| 18 | "Voi, Che Sapete"                           | Mozart                    | Live Together, Die Alone             |
| 19 | "Chains and Things"                         | B.B. King                 | Live Together, Die Alone             |
| 20 | "The Land of Two Rivers (sjungs av Kelvin)" | B.B. King                 | Live Together, Die Alone             |

### Säsong 3
| Nr | Låttitel                         | Artist            | Avsnitt                    |
| -- | -------------------------------- | ----------------- | -------------------------- |
| 1  | "Downtown"                       | Petula Clark      | "A Tale of Two Cities"     |
| 2  | "Moonlight Serenade"             | Glenn Miller      | "A Tale of Two Cities"     |
| 3  | "The Thunderer"                  | John Philip Sousa | "A Tale of Two Cities"     |
| 4  | "Feel Like Going Home"           | Corey Harris      | "Further Instructions"     |
| 5  | "I Wonder"                       | Brenda Lee        | "The Cost of Living"       |
| 6  | "Eko Lagos"                      | Femi Kuti         | "The Cost of Living"       |
| 7  | "Slowly"                         | Ann Margret       | "I Do"                     |
| 8  | "Wedding March"                  | Felix Mendelssohn | "I Do"                     |
| 9  | "Building a Mystery"             | Sarah McLachlan   | "Flashes Before Your Eyes" |
| 10 | "Wonderwall" (sjungs av Charlie) | Oasis             | "Flashes Before Your Eyes" |
| 11 | "Make Your Own Kind of Music"    | Cass Elliot       | "Flashes Before Your Eyes" |

## Soundtrack
Soundtracket till Lost är komponerat och producerat av Michael Giacchino.

### Säsong 1
Den 21 mars 2006 släpptes soundtracket till Lost på skivbolaget Varese Sarabande. Det innehåller fullängds versioner av låtarna från den första säsongen. Låttitlarna är följande:
| Nr | Låttitel                                 | Längd | Avsnitt                                  |
| -- | ---------------------------------------- | ----- | ---------------------------------------- |
| 1  | "Main Title (Komponerad av J.J. Abrams)" | 0:16  |                                          |
| 2  | "The Eyeland"                            | 1:58  | "Pilot (del 1)"                          |
| 3  | "World's Worst Beach Party"              | 2:44  | "Pilot (del 1)"                          |
| 4  | "Credit Where Credit Is Due"             | 2:23  | "Pilot (del 1)"                          |
| 5  | "Run Like, Um... Hell?"                  | 2:21  | "Pilot (del 1)"                          |
| 6  | "Hollywood and Vines"                    | 1:52  | "Pilot (del 2)"                          |
| 7  | "Just Die Already"                       | 1:51  | "Tabula Rasa"                            |
| 8  | "Me and My Big Mouth"                    | 1:06  | "Tabula Rasa"                            |
| 9  | "Crocodile Locke"                        | 1:49  | "Walkabout"                              |
| 10 | "Win One for the Reaper "                | 2:38  | "White Rabbit"                           |
| 11 | "Departing Sun"                          | 2:42  | "House of the Rising Sun"                |
| 12 | "Charlie Hangs Around"                   | 3:17  | "All the Best Cowboys Have Daddy Issues" |
| 13 | "Navel Gazing"                           | 3:24  | "Whatever the Case May Be"               |
| 14 | "Proper Motivation"                      | 2:00  | "Hearts and Minds"                       |
| 15 | "Run Away! Run Away!"                    | 0:30  | "Hearts and Minds"                       |
| 16 | "We're Friends"                          | 1:32  | "Homecoming"                             |
| 17 | "Getting Ethan"                          | 1:35  | "Homecoming"                             |
| 18 | "Thinking Clairely"                      | 1:04  | "Outlaws"                                |
| 19 | "Locke'd Out Again"                      | 3:30  | "Deus Ex Machina"                        |
| 20 | "Life and Death"                         | 3:39  | "Do No Harm"                             |
| 21 | "Booneral"                               | 1:38  | "The Greater Good"                       |
| 22 | "Shannonigans"                           | 2:25  | "The Greater Good"                       |
| 23 | "Kate's Motel"                           | 2:07  | "Born to Run"                            |
| 24 | "I've Got a Plane to Catch"              | 2:37  | "Exodus (del 2)"                         |
| 25 | "Monsters Are Such Innnteresting People" | 1:29  | "Exodus (del 2)"                         |
| 26 | "Parting Words"                          | 5:30  | "Exodus (del 1)"                         |
| 27 | "Oceanic 815"                            | 6:11  | "Exodus (del 2)"                         |

### Säsong 2
Den 3 oktober 2006 släppte Varese Sarabande soundtracket från seriens andra säsong. Låttitlarna är följande:
| Nr | Låttitel                                 | Längd | Avsnitt                        |
| -- | ---------------------------------------- | ----- | ------------------------------ |
| 1  | "Main Title (Komponerad av J.J. Abrams)" | 0:17  |                                |
| 2  | "Peace Through Superior Firepower"       | 1:26  | "Man of Science, Man of Faith" |
| 3  | "The Final Countdown"                    | 5:48  | "Orientation"                  |
| 4  | "World's Worst Landscaping"              | 1:17  | "Everybody Hates Hugo"         |
| 5  | "Mess It All Up"                         | 1:27  | "Everybody Hates Hugo"         |
| 6  | "Hurley's Handouts"                      | 4:42  | "Everybody Hates Hugo"         |
| 7  | "Just Another Day on the Beach"          | 2:47  | "The Other 48 Days"            |
| 8  | "Ana Cries"                              | 1:48  | "The Other 48 Days"            |
| 9  | "The Tribes Merge"                       | 2:03  | "The Other 48 Days"            |
| 10 | "The Gathering"                          | 4:19  | "Collision"                    |
| 11 | "Shannon's Funeral"                      | 2:12  | "What Kate Did"                |
| 12 | "All's Forgiven... Except Charlie"       | 5:19  | "The 23rd Psalm"               |
| 13 | "Charlie's Dream"                        | 1:50  | "Fire + Water"                 |
| 14 | "Charlie's Temptation"                   | 0:51  | "Fire + Water"                 |
| 15 | "A New Trade"                            | 2:39  | "One of Them"                  |
| 16 | "Mapquest"                               | 0:39  | "Lockdown"                     |
| 17 | "Claire's Escape"                        | 3:44  | "Maternity Leave"              |
| 18 | "The Last to Know"                       | 2:21  | "The Whole Truth"              |
| 19 | "Rose and Bernard"                       | 2:39  | "S.O.S."                       |
| 20 | "Toxic Avenger"                          | 0:40  | "Live Together, Die Alone"     |
| 21 | "I Crashed Your Plane, Brotha"           | 1:45  | "Live Together, Die Alone"     |
| 22 | "Eko Blaster"                            | 1:44  | "Live Together, Die Alone"     |
| 23 | "The Hunt"                               | 3:57  | "Live Together, Die Alone"     |
| 24 | "McGale's Navy"                          | 2:22  | "Live Together, Die Alone"     |
| 25 | "Bon Voyage, Traitor"                    | 5:30  | "Live Together, Die Alone"     |
| 26 | "End Title"                              | 0:32  |                                |